# Petite annonce
Pour les articles homonymes, voir Annonce.

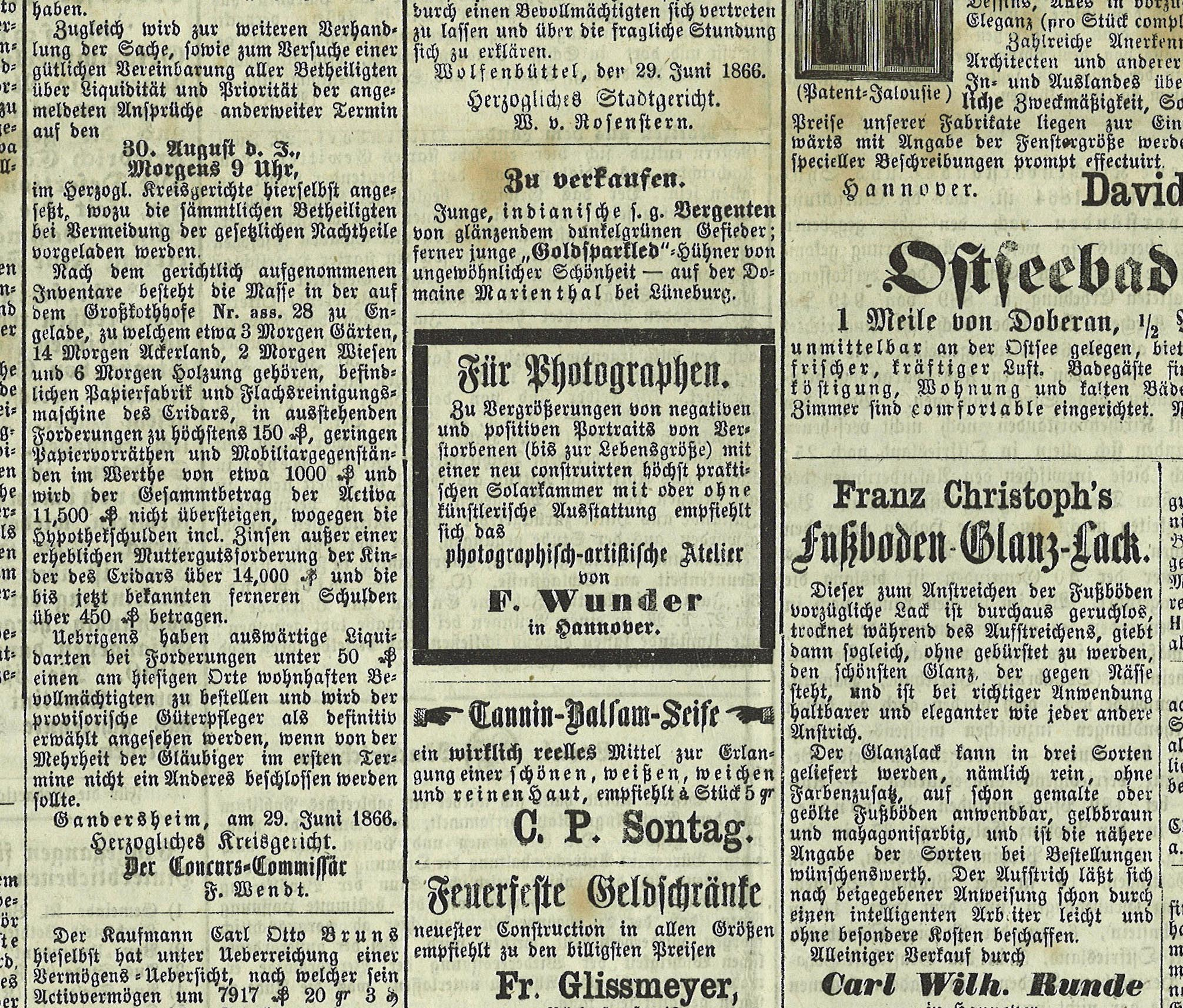
Annonce en tout genre passée par le photographe Friedrich Wunder dans un journal de Hanovre en 1866.

Une annonce en tout genre (aussi appelée annonce classée) est une forme de publicité que l'on retrouve surtout dans les journaux et les périodiques. Elle est aussi apparue dans le Web, à la radio et à la télévision.

## Histoire
L'histoire des petites annonces n'est pas dissociable de celle de la presse. Lorsque Théophraste Renaudot crée La Gazette en 1631 avec l'appui du cardinal de Richelieu, il organise dans ce premier journal français un bureau d'adresses et de renseignements. La petite annonce naît donc de deux mouvements conjoints :  d'une part, la nécessité de financer le journal par des publicités et, d'autre part, la conscience naissante de la création d'une sphère publique. L'idée s'impose peu à peu que l'ensemble de ce qui deviendra la société des citoyens au siècle suivant doit avoir accès à l'information, et parallèlement il devient plus commun de penser que l'on peut faire se rencontrer les gens par le biais d'une publication. Aussi peut-on trouver dans les publications du XIXe siècle un cocher, un valet ou une femme de chambre, mais aussi une calèche à partager pour tel ou tel voyage.
Le XXe siècle voit l'essor des petites annonces de rencontre, sous l'influence des personal ads américaines. Pour la France, si le Minitel puis Internet sont devenus le support privilégié de cette pratique, la petite annonce n'a pourtant pas quitté la presse écrite, comme le prouvent les colonnes du Chasseur français ou de Libération.

## Enjeux
Les petites annonces sont habituellement des descriptions textuelles d'une longueur variable, allant de quelques mots à une cinquantaine. Elles contiennent souvent des abréviations pour diminuer leur coût. Un numéro de téléphone, une adresse électronique ou tout autre identificateur est inséré à la fin de l'annonce. Dans le but d'attirer l'attention, certaines contiennent un pictogramme ou un logo.

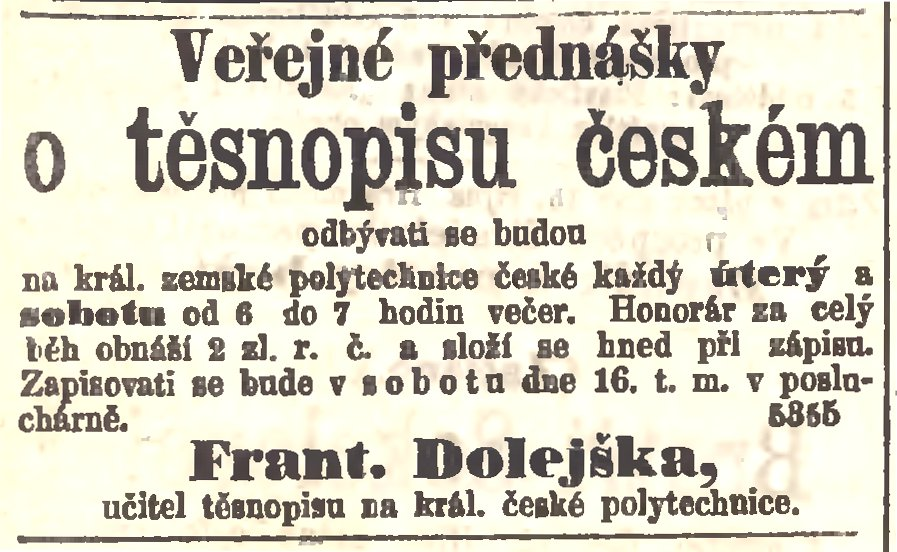
Petite annonce pour des cours de sténographie parue en 1869 dans le quotidien tchèque '.

Elles sont aussi appelées annonces classées, car elles sont classées par rubrique : automobile, emploi, électroménager, etc. Elles ont en général une mise en page différente des autres articles de l'imprimé, à moins que celui-ci ne leur soit exclusivement dédié. À cause de leur mise en page particulière, elles ne sont pas perçues comme de la publicité, au contraire des autres publicités qui sont éditées selon la ligne de pensée de l'imprimé.
L'évolution de la technologie permet aujourd'hui aux annonces d'évoluer et de devenir proactives. En plus d'une description textuelle et de photos, une annonce proactive permet à celui qui la propose d'y placer une condition pécuniaire (ex. : « Je vends ceci à condition que cela » ou « Je recherche ceci et en contrepartie j'offre cela »). L'annonce devient proactive par le fait qu'elle permet de mieux cibler la population qu'elle cherche à atteindre. Le développement du numérique permet ainsi un ciblage plus fin des destinataires de l'annonce.
Il est possible de retrouver des annonces accompagnées d'éléments visuels qui occupent un espace non négligeable si on le compare au texte. Cette forme de publicité est souvent utilisée par les entreprises, car elle coûte notablement plus cher que les petites annonces textuelles. En Amérique du Nord, plusieurs entreprises ont recours à ce moyen pour offrir des emplois.
Depuis le début du XXIe siècle, ce terme a dépassé le cadre de l'imprimé pour se retrouver dans le Web, à la radio et à la télévision (surtout la télévisée dite câblée). Il y a aussi des télédiffuseurs qui profitent des heures creuses d'écoute (par exemple, le matin) pour en diffuser.
Comme la plupart des écrits, les petites annonces ont été adaptées pour le Web. Ces annonces n'étant pas facturées au mot, elles ont tendance à être plus longues que leur contrepartie imprimée. Avec les capacités de recherche des ordinateurs modernes, elles sont aussi plus faciles à rechercher par le biais de moteurs de recherche spécialisés. Certains sites offrent l'hébergement gratuit de ces annonces, car elles génèrent un trafic dont les annonceurs profitent, tout en ayant des frais d'opérations minimes.
Parmi ces sites, plusieurs ciblent une région particulière, alors que d'autres visent le marché national. Aux États-Unis, Craigslist a été parmi les premiers sites à soutenir cette activité ; il est considéré en 2006 comme le plus important. D'autres entreprises visent la planète entière. Par exemple, Wide Area Classifieds a créé un réseau de cueillette de ces petites annonces, qui sont publiées dans des journaux aux États-Unis. En Europe et plus particulièrement en France, ce secteur est en plein boum. Les nouveaux acteurs, issus de l'Internet, innovent, par exemple en combinant moteur de recherche local et cartographie. D'ailleurs, la tendance vers la publication de petites annonces en ligne s'accroît régulièrement. Les sites d'annonces comme claads.com pour les particuliers ou directgrossiste.com ou Letopducoin.fr pour les professionnels proposent aujourd'hui aux internautes de communiquer vers un large public, gratuitement, sur leurs produits neufs ou d'occasions. Ce dispositif d'annonces gratuites et d'options payantes rencontre un grand succès et permet aux sites surfant sur ce modèle économique de prendre de très belles parts de marché au leader de la petite annonce papier et web (paruvendu, topannonces, etc.) en France.
Au fur et à mesure que ce secteur prend de l'expérience, des activités spécialisées émergent, comme les petites annonces mutualisées, les petites annonces vidéos ou les petites annonces diaporamas. Ces sites sont dits financièrement verticaux, car ils constituent une voie d'accès privilégiée entre les vendeurs et les acheteurs.

## Supports
Il existe deux types de supports majeurs pour les petites annonces en France : les supports spécialisés et les supports généralistes.
Les supports spécialisés sont ceux qui se développent le plus sur l'Internet, car les sites généralistes ont une audience nationale, voire mondiale (eBay). Les supports spécialisés visent donc des niches qui n'ont pas encore de site référence bien ancré à grande échelle. Un support spécialisé va par exemple ne publier que des petites annonces d'une catégorie. ex. : Petites annonces → Mode → Mode pour homme ou Petites annonces → Immobilier → Investissement locatif.

## Depuis 2000
À partir des années 2000, certains sites passent du modèle gratuit au modèle payant.
En 2003, selon l'agence Classified Intelligence, le marché des petites annonces est estimé à 15,9 milliards USD pour les journaux et les périodiques, et à 14,1 milliards USD pour le Web. Pour la planète au complet, il était estimé à plus de cent milliards USD. En 2003, ouvre le site belge Kapaza.
En 2006, après une farouche bataille entre les différents géants de la petite annonce, on voit un marché en pleine expansion avec une explosion publicitaire et une flambée des prix des mots-clé sur AdWords.
En 2009 en France, des sites de petites annonces inversées sont apparus, illustrant une nouvelle tendance où l'internaute exprime ce qu'il cherche par le biais d'une petite annonce.
En 2010, eBay ferme son service de petites annonces Kijiji,. La même année, Spir cède Le Bon Coin à Schibsted.
En 2011, le journal gratuit ParuVendu est mis en liquidation, marquant le déclin brutal de la presse au profit de pure players du web avec des sites généralistes comme Le Bon Coin (11e site le plus visité en France avec plus de treize millions de visiteurs uniques par mois). Certains sites incluent des services supplémentaires comme eBay avec les enchères, PriceMinister avec la sécurisation des paiements et des sites de petites annonces géolocalisées.
Les années 2013-2014 sont marquées par des consolidations. Le groupe Schibsted met la main sur Avito.ma au Maroc et eBay s'empare des sites Marktplaats.nl et 2ememain.be. Le Groupe Axel Springer poursuit sa politique d'acquisition en rachetant Immoweb ; plus tôt il avait déjà acquis LaCentrale.fr et Vacances.com.
La contradiction que l'on peut observer dans la stratégie de eBay peut trouver comme source d'explication la polémique autour des AdWords, puisqu'eBay en est un gros annonceur, principale source de revenu de Google. Or, eBay a plusieurs fois tenté de faire pression sur Google en invoquant l'inefficacité des publicités, confirmant des études en la matière. eBay aurait été pénalisé par Google pour ne pas avoir maintenu ses dépenses publicitaires sur sa plate-forme. eBay pourrait donc via ses acquisitions être à la recherche de nouveaux relais pour obtenir du trafic.
Le groupe de média norvégien Schibsted conclut un accord avec le groupe Naspers en vue de limiter la concurrence que se livraient ces deux groupes. Cet accord vaut pour l'Asie et le Brésil.
Au Canada, un projet de loi vise à interdire la publication de petites annonces érotiques. En France, des webmasters sont cités en justice pour proxénétisme. Au Royaume-Uni, des projets de lois similaires voient le jour.
En janvier 2015, le site AIMGroup dévoile une faille de sécurité apparue sur l'ensemble des sites de Vivastreet. Cette brèche de sécurité, que le site a reconnue, consistait en la publication de l'ensemble des 28 millions d'adresses emails des clients du site.
En 2015, Le Bon Coin rend une partie de ses annonces payantes.